# Volta a Llombardia 1997
La Volta a Llombardia 1997 fou la 91a edició de la clàssica ciclista Volta a Llombardia. La cursa es va disputar el 18 d'octubre de 1997, sobre un recorregut de 250 km, i era la desena i última prova de la Copa del Món de ciclisme de 1997. El vencedor final fou el francès Laurent Jalabert, que s'imposà en l'arribada a Bèrgam.

## Classificació general
|    | Ciclista                   | Equip                   | Temps      |
| -- | -------------------------- | ----------------------- | ---------- |
| 1  | Laurent Jalabert (FRA)     | ONCE                    | 5h 48' 44" |
| 2  | Paolo Lanfranchi (ITA)     | Mapei-GB                | m. t.      |
| 3  | Francesco Casagrande (ITA) | Team Saeco              | m. t.      |
| 4  | Michele Bartoli (ITA)      | Maglificio MG-Technogym | + 03"      |
| 5  | Paolo Valoti (ITA)         | Cantina Tollo-Carrier   | + 1' 07"   |
| 6  | Axel Merckx (BEL)          | Polti                   | + 1' 30"   |
| 7  | Andrea Tafi (ITA)          | Mapei-GB                | + 1' 31"   |
| 8  | Davide Rebellin (ITA)      | La Française des Jeux   | + 1' 32"   |
| 9  | Wladimir Belli (ITA)       | Brescialat-Verynet      | + 2' 21"   |
| 10 | Alessandro Bertolini (ITA) | Maglificio MG-Technogym | m. t.      |